# Landkreis Sömmerda

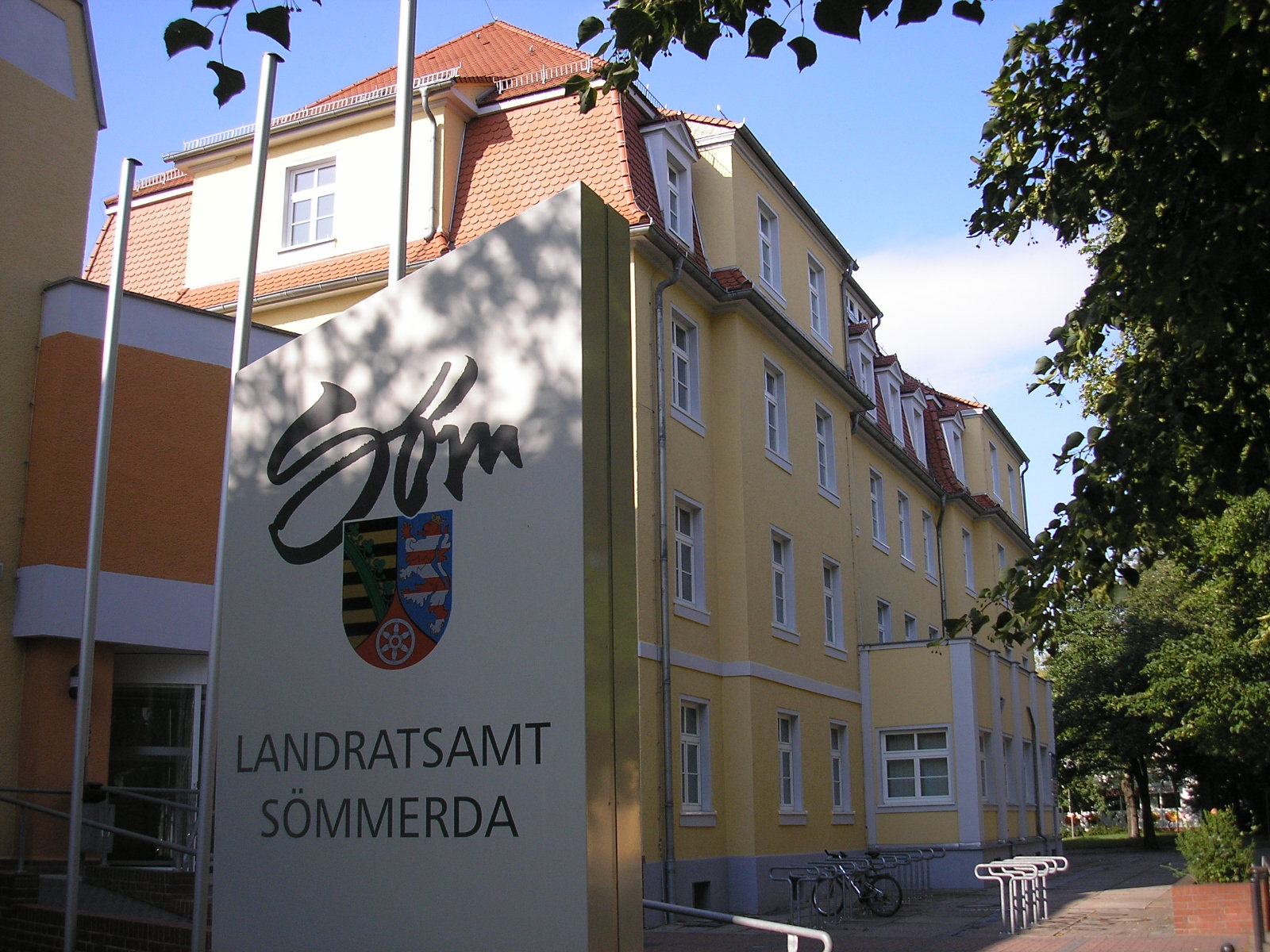
Landratsamt Sömmerda

Landkreis Sömmerda is een Landkreis in de Duitse deelstaat Thüringen. De Landkreis telt 69.107 inwoners (31 december 2020) op een oppervlakte van 804,17 km². Kreisstadt is de gelijknamige stad.

## Steden en gemeenten
| Steden ¹ Deelnemer van een Verwaltungsgemeinschaft 1. Buttstädt ¹ 2. Gebesee ¹ 3. Kindelbrück ¹ 4. Kölleda ¹ 5. Rastenberg ¹ 6. Sömmerda 7. Weißensee | Gemeenten 1. Elxleben, tevens vervullende gemeente voor 1. Witterda |

Verwaltungsgemeinschaften
| 1. Verwaltungsgemeinschaft An der Marke 1. Eckstedt 2. Markvippach 3. Schloßvippach 4. Sprötau 5. Vogelsberg 2.Verwaltungsgemeinschaft Buttstädt 1. Buttstädt, stad 2. Ellersleben 3. Eßleben-Teutleben 4. Großbrembach 5. Guthmannshausen 6. Hardisleben 7. Kleinbrembach 8. Mannstedt 9. Olbersleben 10. Rudersdorf 3.Verwaltungsgemeinschaft Gera-Aue 1. Andisleben 2. Gebesee, stad 3. Ringleben 4. Walschleben | 4. Verwaltungsgemeinschaft Gramme-Aue 1. Alperstedt 2. Großmölsen 3. Großrudestedt 4. Kleinmölsen 5. Nöda 6. Ollendorf 7. Udestedt 5. Verwaltungsgemeinschaft Kindelbrück 1. Bilzingsleben 2. Büchel 3. Frömmstedt 4. Griefstedt 5. Günstedt 6. Herrnschwende 7. Kannawurf 8. Kindelbrück, stad 9. Riethgen | 6. Verwaltungsgemeinschaft Kölleda 1. Beichlingen 2. Großneuhausen 3. Kleinneuhausen 4. Kölleda, stad 5. Ostramondra 6. Rastenberg, stad 7. Schillingstedt 7. Verwaltungsgemeinschaft Straußfurt 1. Gangloffsömmern 2. Haßleben 3. Henschleben 4. Riethnordhausen 5. Schwerstedt 6. Straußfurt 7. Werningshausen 8. Wundersleben |

## Demografie
| Peildatum             | 31.12.2009 | 31.12.2010 | 31.12.2011 | 31.12.2012 | 31.12.2013 | 31.12.2014 | 31.12.2015 | 31.12.2016 | 31.12.2017 | 31.12.2018 |            |
| --------------------- | ---------- | ---------- | ---------- | ---------- | ---------- | ---------- | ---------- | ---------- | ---------- | ---------- | ---------- |
| Inwoners              | 73.688     | 72.877     | 71.544     | 71.005     | 70.833     | 70.537     | 70.600     | 70.118     | 70.027     | 69.655     |            |
| Buitenlanders         | 555        | 543        | 471        | 518        | 722        | 907        | 1.474      | 1.629      | 1.793      | 1.853      |            |
| Aandeel buitenlanders | 0,8%       | 0,7%       | 0,7%       | 0,7%       | 1,0%       | 1,3%       | 2,1%       | 2,3%       | 2,6%       | 2,7%       |            |
| Peildatum             | 31.12.1998 | 31.12.1999 | 31.12.2000 | 31.12.2001 | 31.12.2002 | 31.12.2003 | 31.12.2004 | 31.12.2005 | 31.12.2006 | 31.12.2007 | 31.12.2008 |
| Inwoners              | 82.158     | 81.884     | 81.204     | 80.323     | 79.592     | 78.671     | 77.831     | 76.865     | 76.097     | 75.257     | 74.359     |
| Buitenlanders         | 382        | 485        | 495        | 601        | 665        | 683        | 592        | 572        | 552        | 511        | 521        |
| Aandeel buitenlanders | 0,5%       | 0,6%       | 0,6%       | 0,7%       | 0,8%       | 0,9%       | 0,8%       | 0,7%       | 0,7%       | 0,7%       | 0,7%       |

Alperstedt ·
Andisleben ·
Büchel ·
Buttstädt ·
Eckstedt ·
Elxleben ·
Gangloffsömmern ·
Gebesee ·
Griefstedt ·
Großmölsen ·
Großneuhausen ·
Großrudestedt ·
Günstedt ·
Haßleben ·
Henschleben ·
Kindelbrück ·
Kleinmölsen ·
Kleinneuhausen ·
Kölleda ·
Markvippach ·
Nöda ·
Ollendorf ·
Ostramondra ·
Rastenberg ·
Riethgen ·
Riethnordhausen ·
Ringleben ·
Schloßvippach ·
Schwerstedt ·
Sömmerda ·
Sprötau ·
Straußfurt ·
Udestedt ·
Vogelsberg ·
Walschleben ·
Weißensee ·
Werningshausen ·
Witterda ·
Wundersleben